# Tony Royster Jr.
Tony Royster Jr. (Berlino Ovest, 9 ottobre 1984) è un batterista statunitense.
Considerato un prodigio (vinse alcuni concorsi musicali già all'età di 11 anni) anche grazie alle sue notevoli capacità tecniche, si è esibito anche al David Letterman Show, Jenny Jones show e al The 42nd Annual Grammy Awards show. Inoltre è regolarmente partecipe al Modern Drummer Festival, al PASIC (Percussive Arts Society International Convention), al The Montreal Drumfest e al Florida Drum Expo.
Ha collaborato con Dennis Chambers, Billy Cobham, Steve Smith, Sheila E. e Chester Thompson.
È un batterista specializzato in generi quali Funk, R&B, Latin, Rock e Jazz.